# Allactaga balikunica
Espèce
Synonymes
- Allactaga nataliae Sokolov, 1981

Statut de conservation UICN

 LC  : Préoccupation mineure
Allactaga balikunica est une espèce de la famille des Dipodidés. Cette gerboise, présente en Mongolie et en Chine n'est pas considérée comme étant en danger par l'Union internationale pour la conservation de la nature (UICN).